# Skatepark

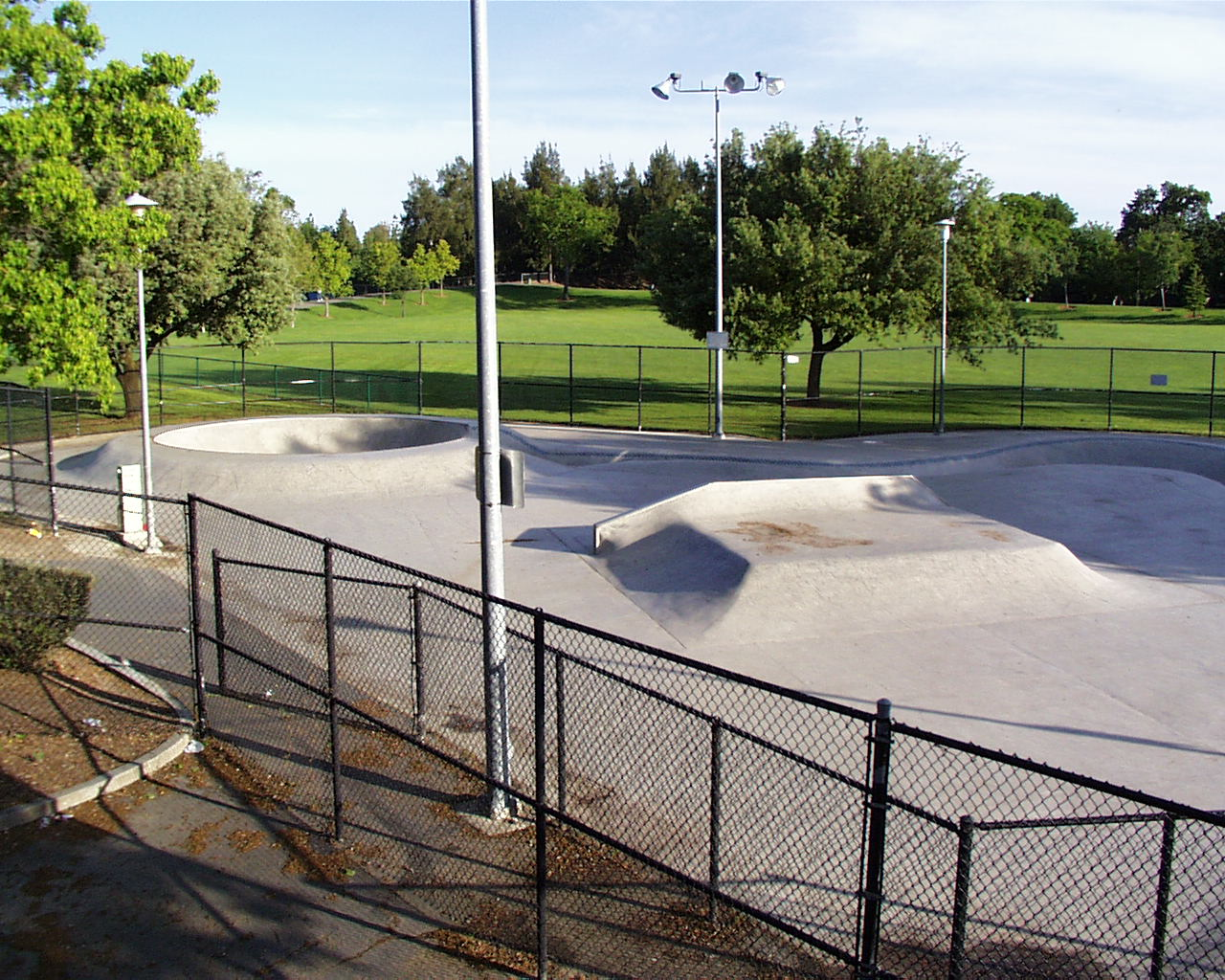
Uno skatepark a Davis (California).

Lo skatepark è un luogo che permette, solitamente agli skater, di eseguire trick su delle rampe chiamate pipe o half-pipe.
Anche i praticanti di pattinaggio aggressive e BMX possono fare le loro evoluzioni nello skatepark anche se i più agili sono gli skater e i pattinatori.

## I materiali
Gli skatepark sono costruiti in fondamentalmente 3 tipi di materiali: legno, ferro (le strutture) e come pavimentazione cemento. Ogni materiale ha una sua specificità in relazione alla possibilità di usarvi una tavola sopra della struttura e alla durata nel tempo.

## Strutture
Non tutte le attrazioni dello skatepark hanno un nome vero e proprio. In generale si apprezza tutto ciò che può far saltare o pareti verticali su cui far salire lo skateboard. 

### Halfpipe
I tipi più comuni di rampe sono gli halfpipe ed i quarterpipe; esiste una variante di circa tre metri e mezzo denominata "vert ramp." Le parti curve della struttura si chiamano "transitions", mentre quella piatta viene detta "flat." Due halfpipes attaccati privi di flat si chiamano "spine." Queste strutture sono necessarie per il vert.

### Funbox
Si dice "funbox" una struttura a forma di parallelepipedo con due o tre rampe. La parte piatta può servire per performare tricks aerei. Una funbox potrebbe avere ulteriori funzioni come sezioni di muro, ringhiere o tornanti.

### Rampe
È raro trovare rampe negli skateparks, ma non impossibile.

### Bowl
Le bowls sono un buco nel terreno con i bordi composti da transitions.

### Escalator
Gli escalators sono delle gobbe che possono essere usate per accelerare o performare tricks aerei.

### Rails
Ringhiere metalliche per slides e grinds. Possono essere tubolari o squadrate. È possibile trovare rails composte da due sezioni piatte una posta più in alto dell'altra collegata da una tubolare.

## Skateparks

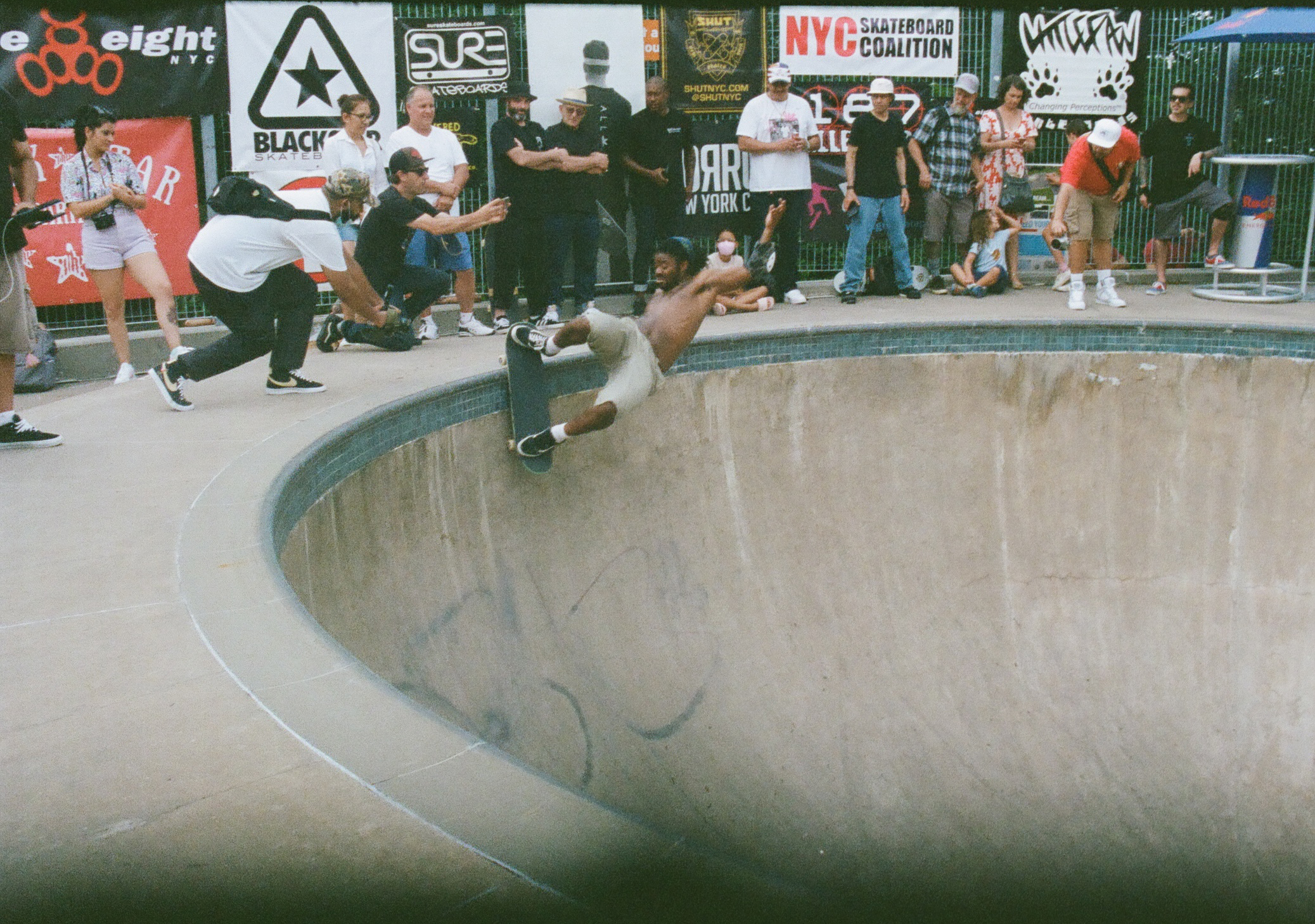
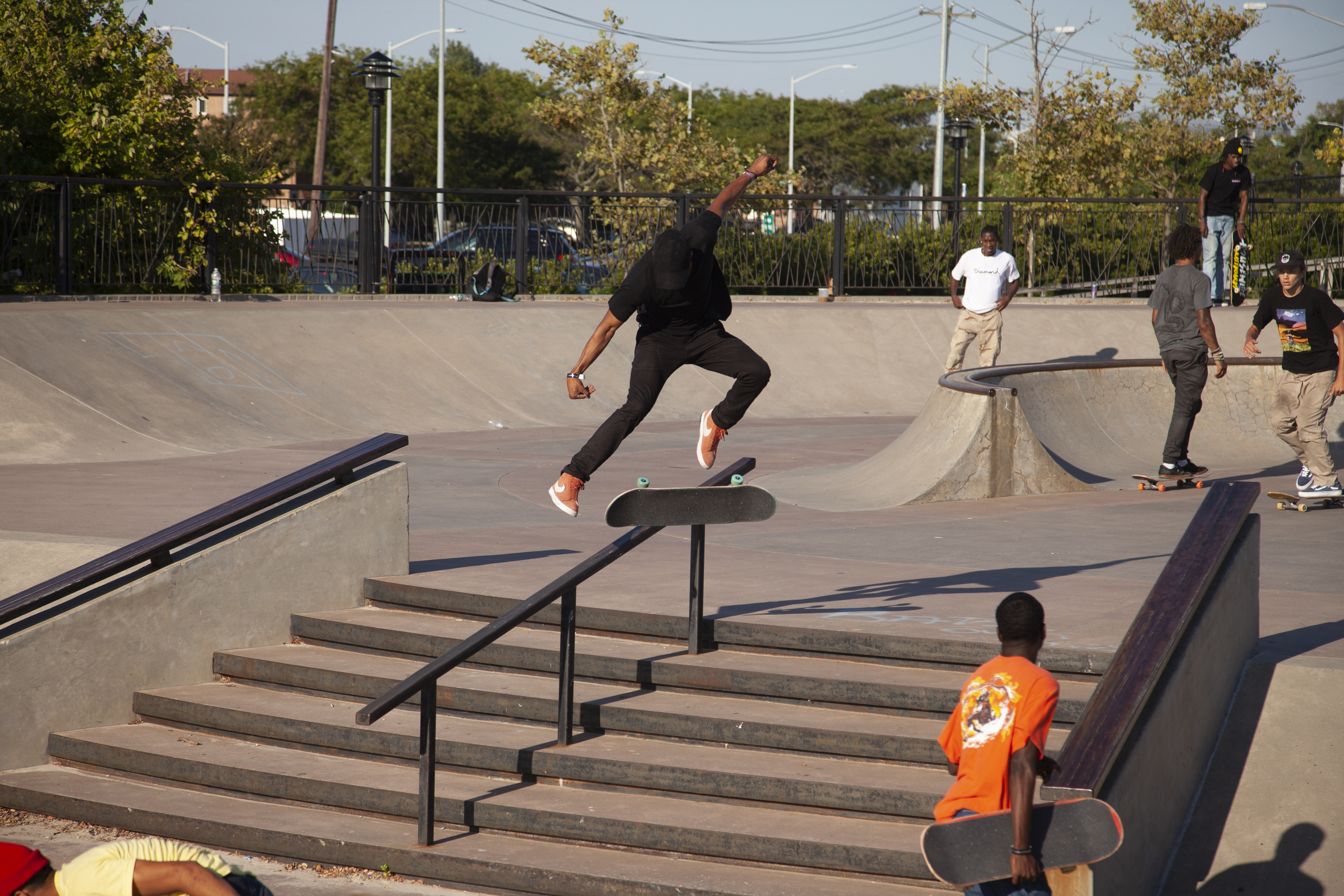
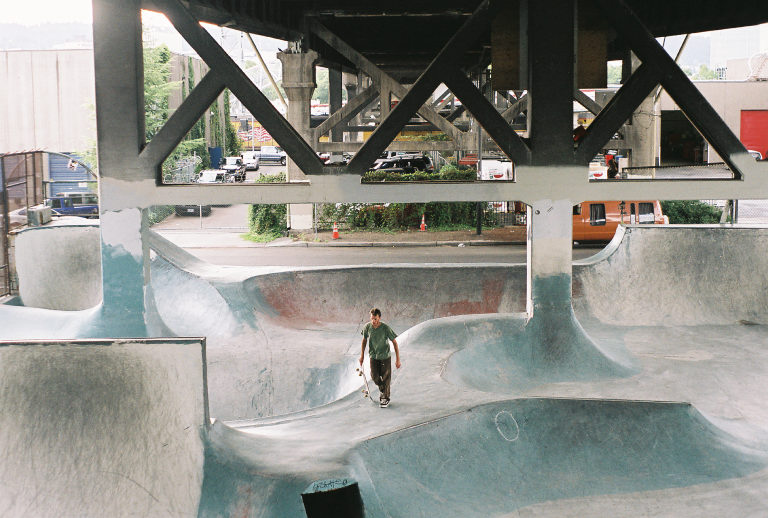
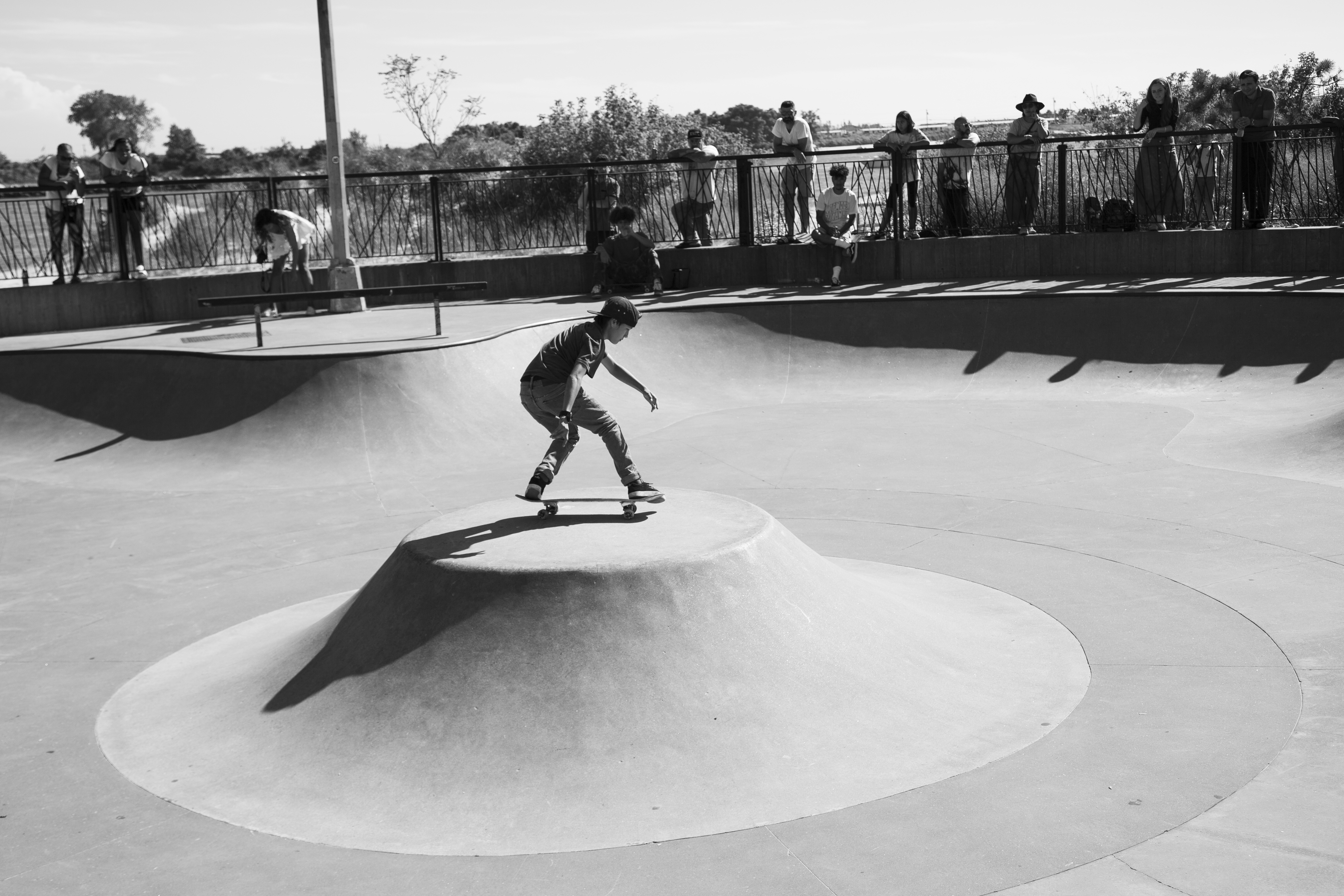
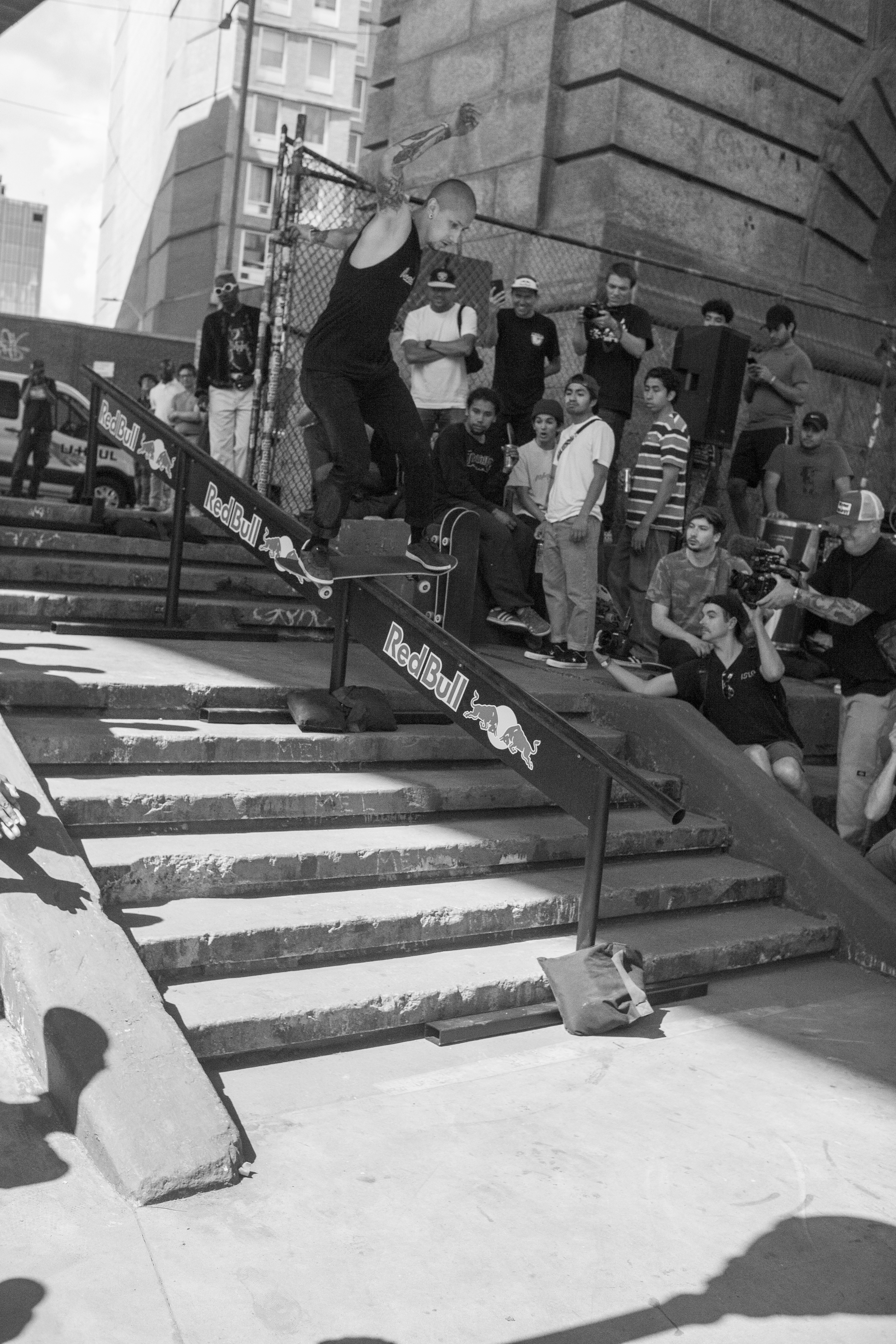
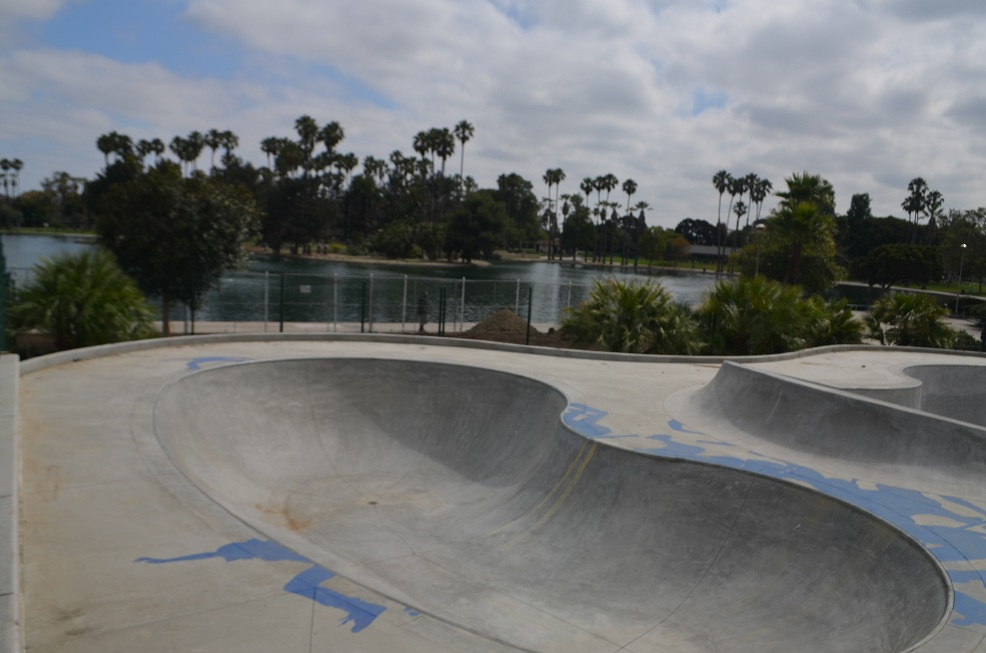
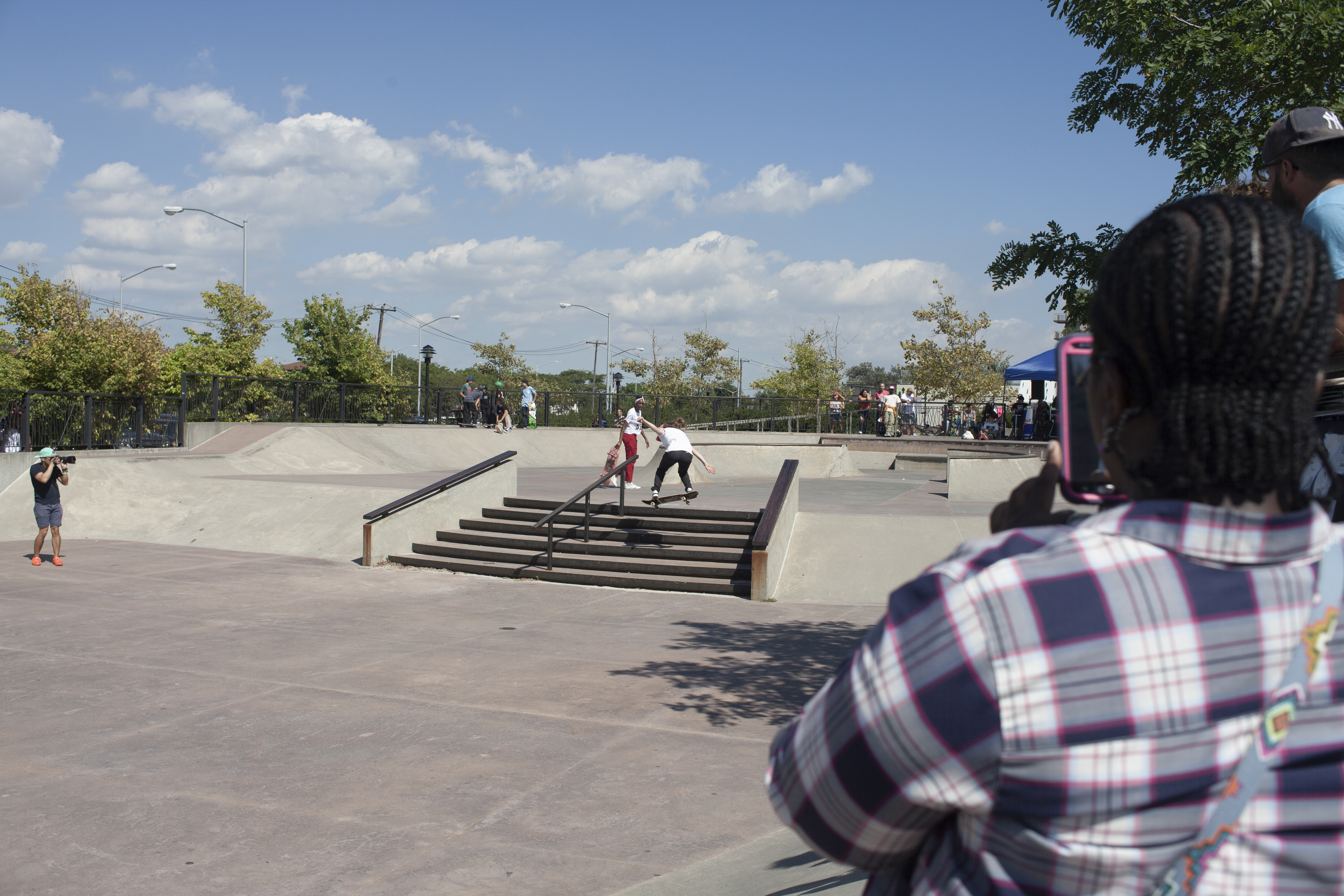
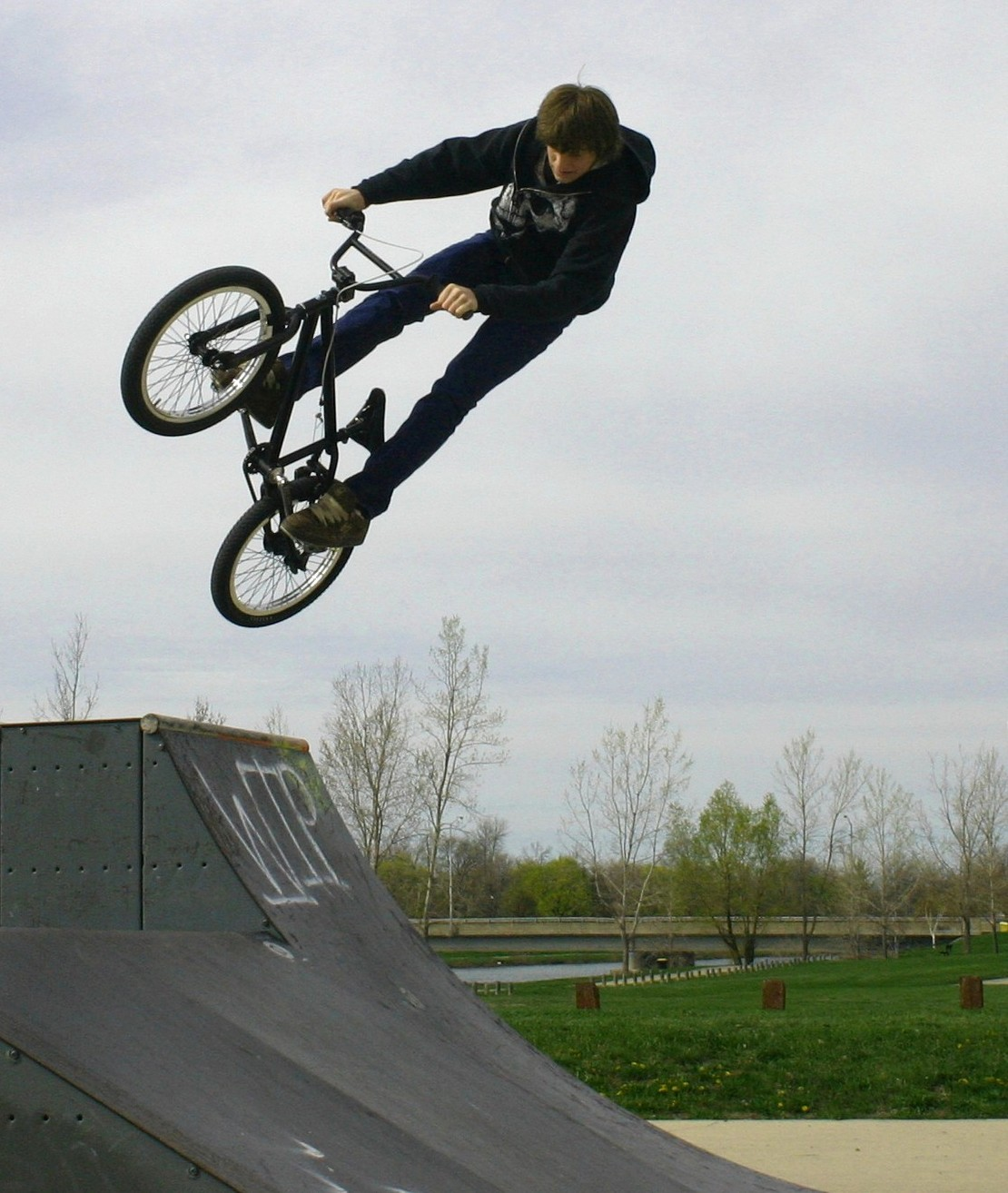
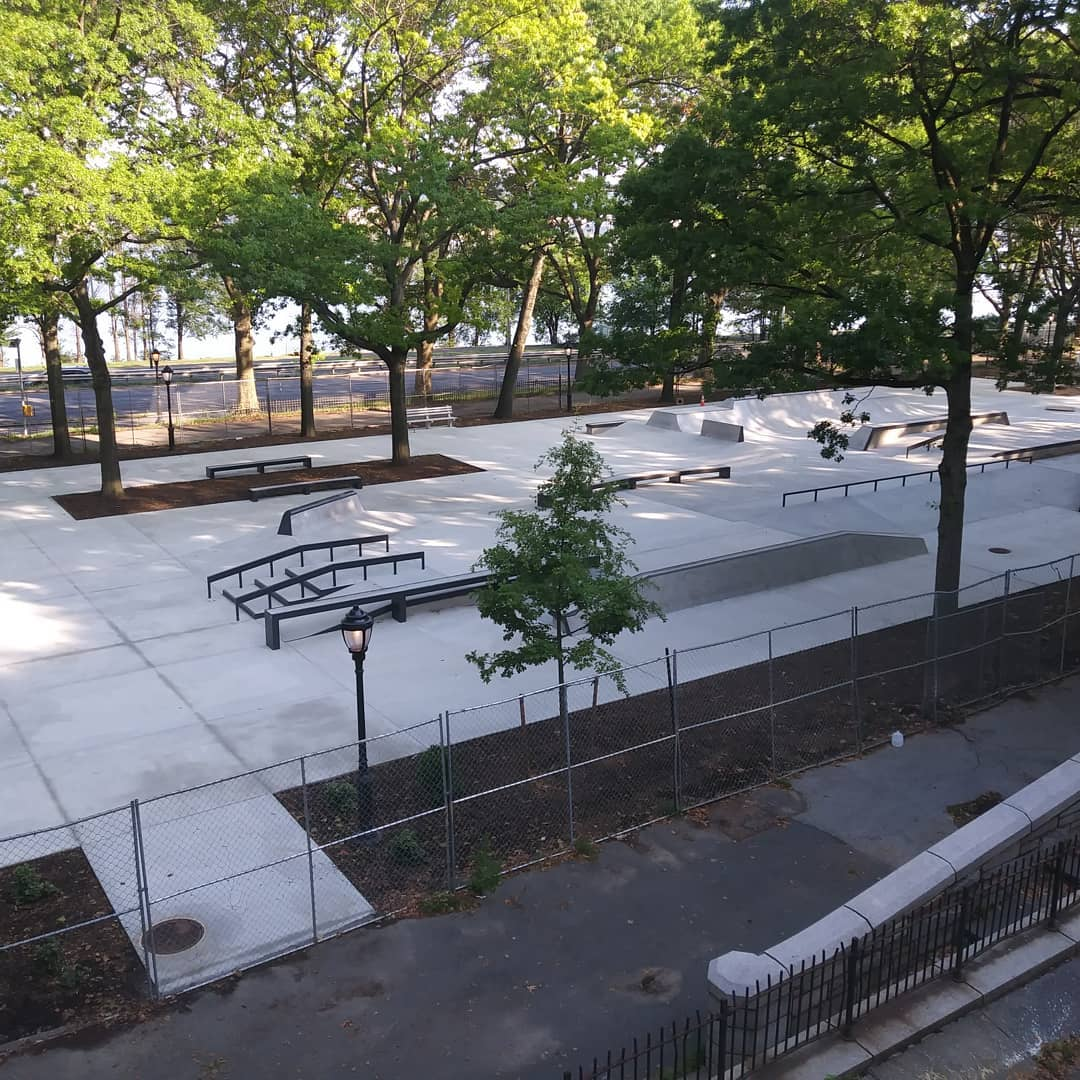
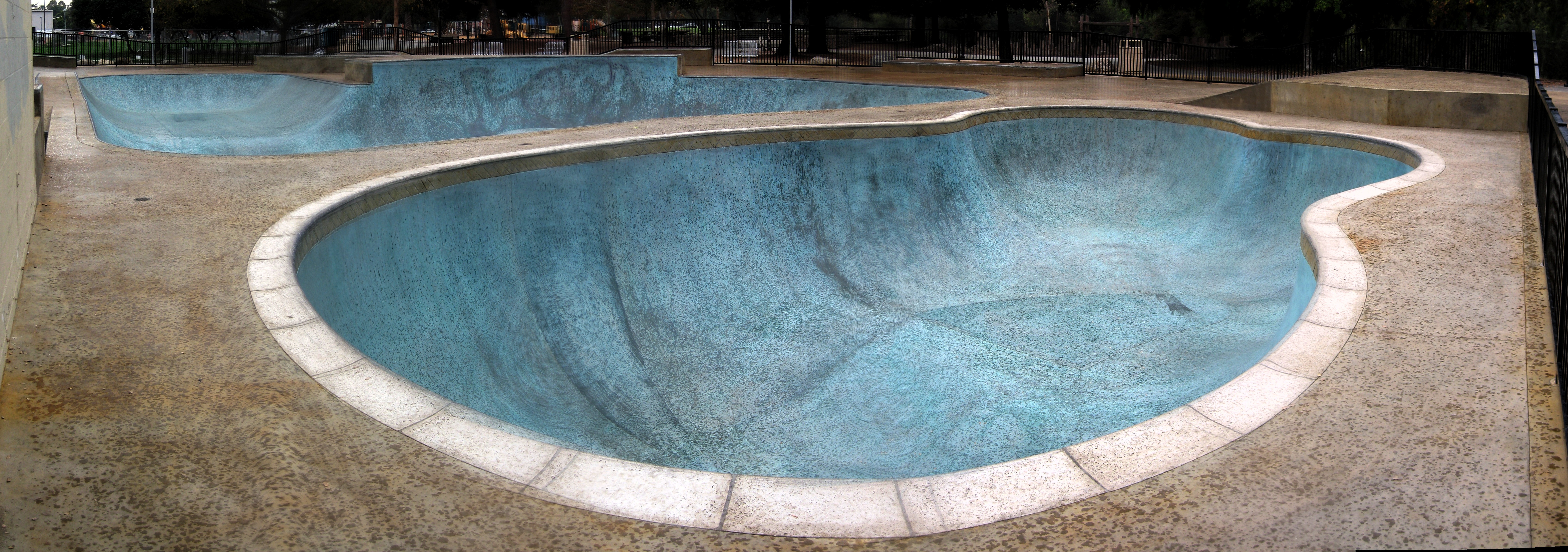
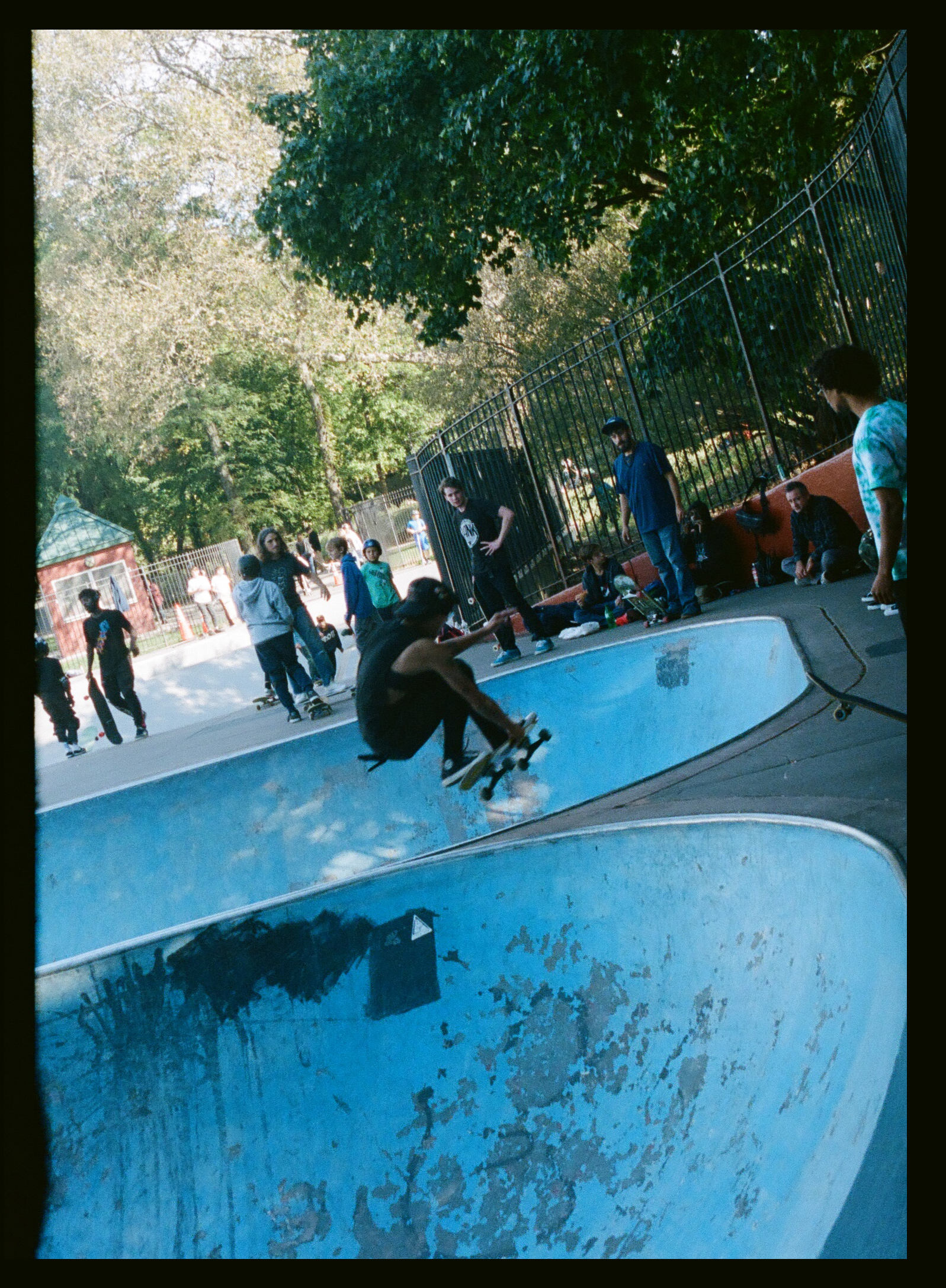
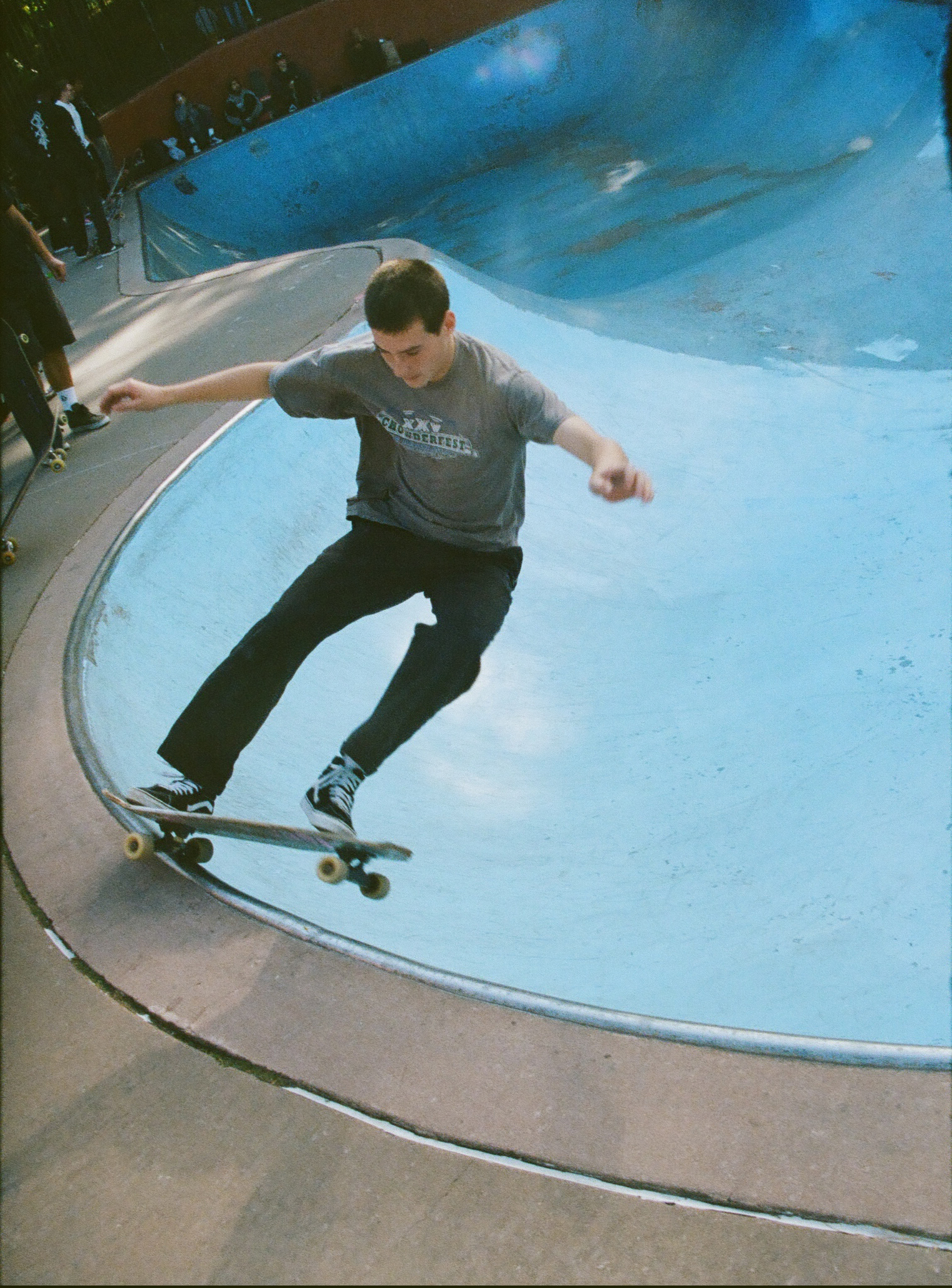
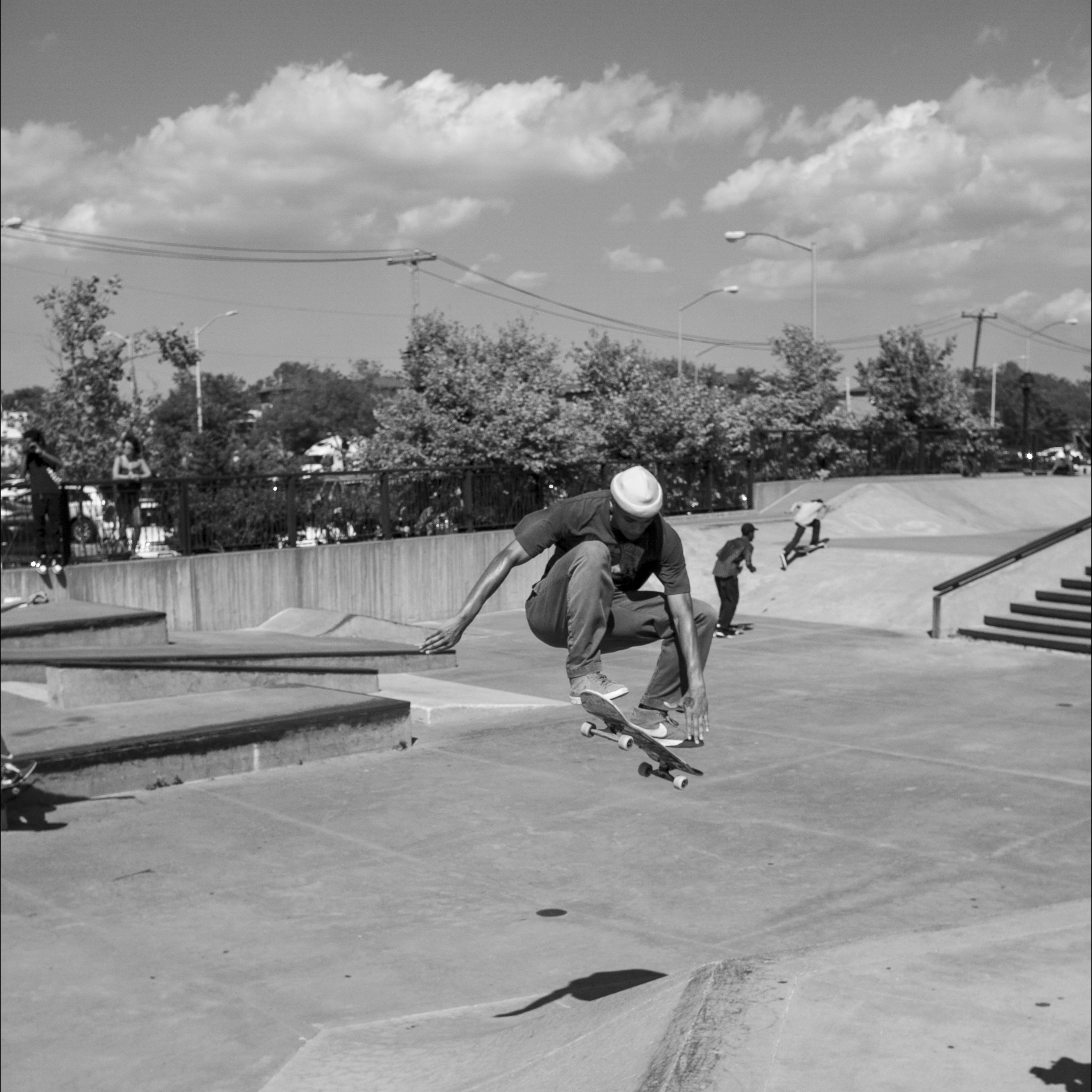
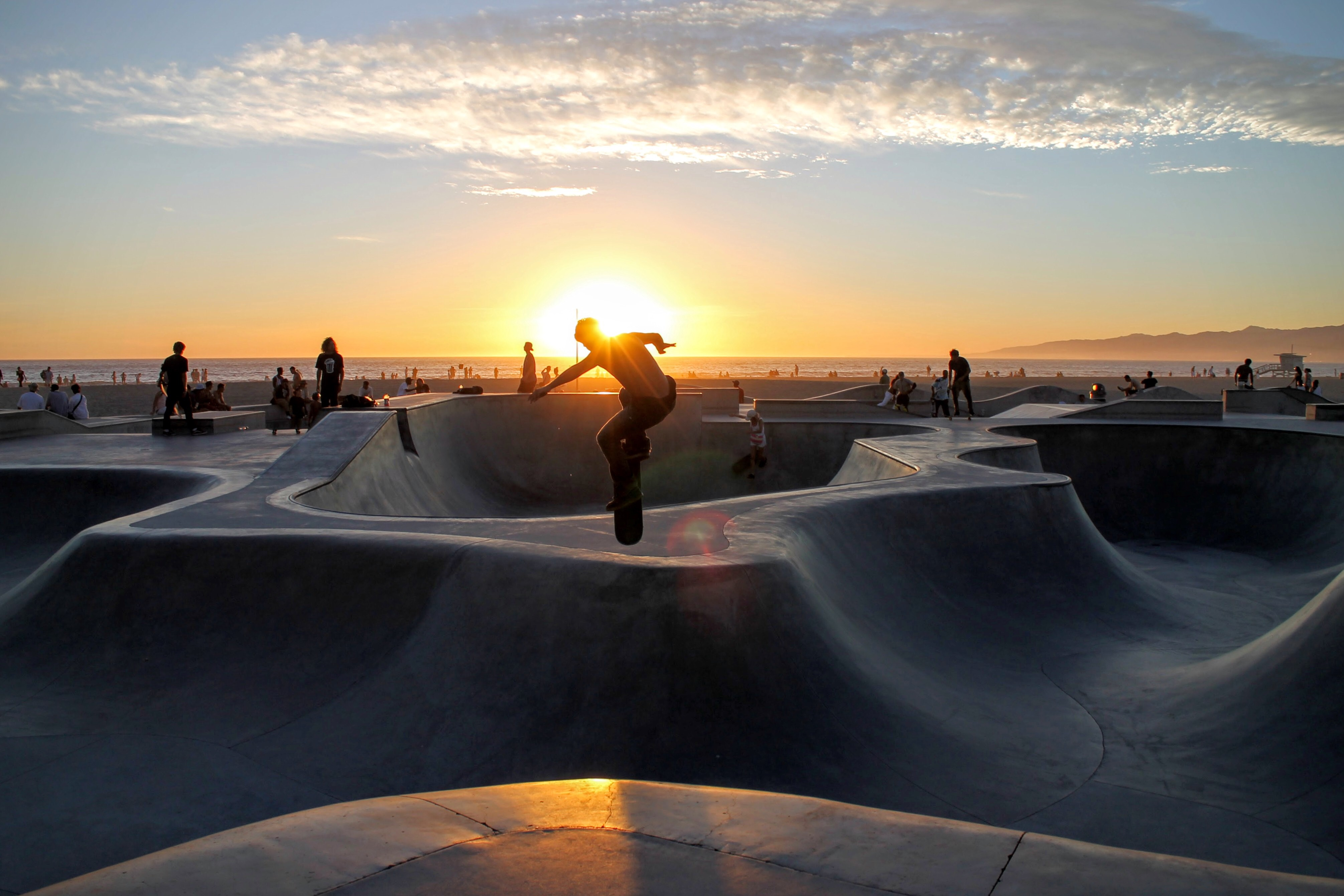
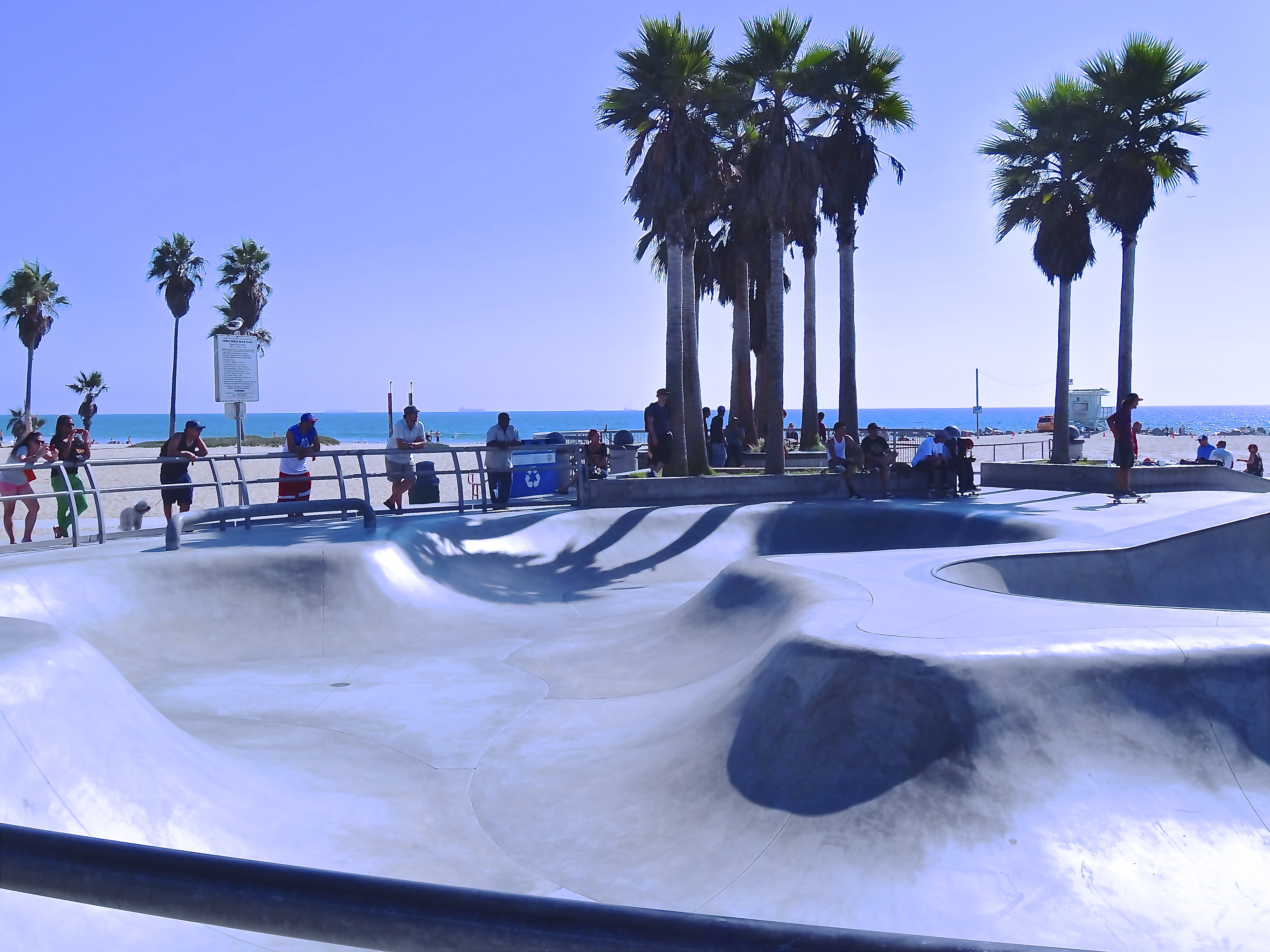
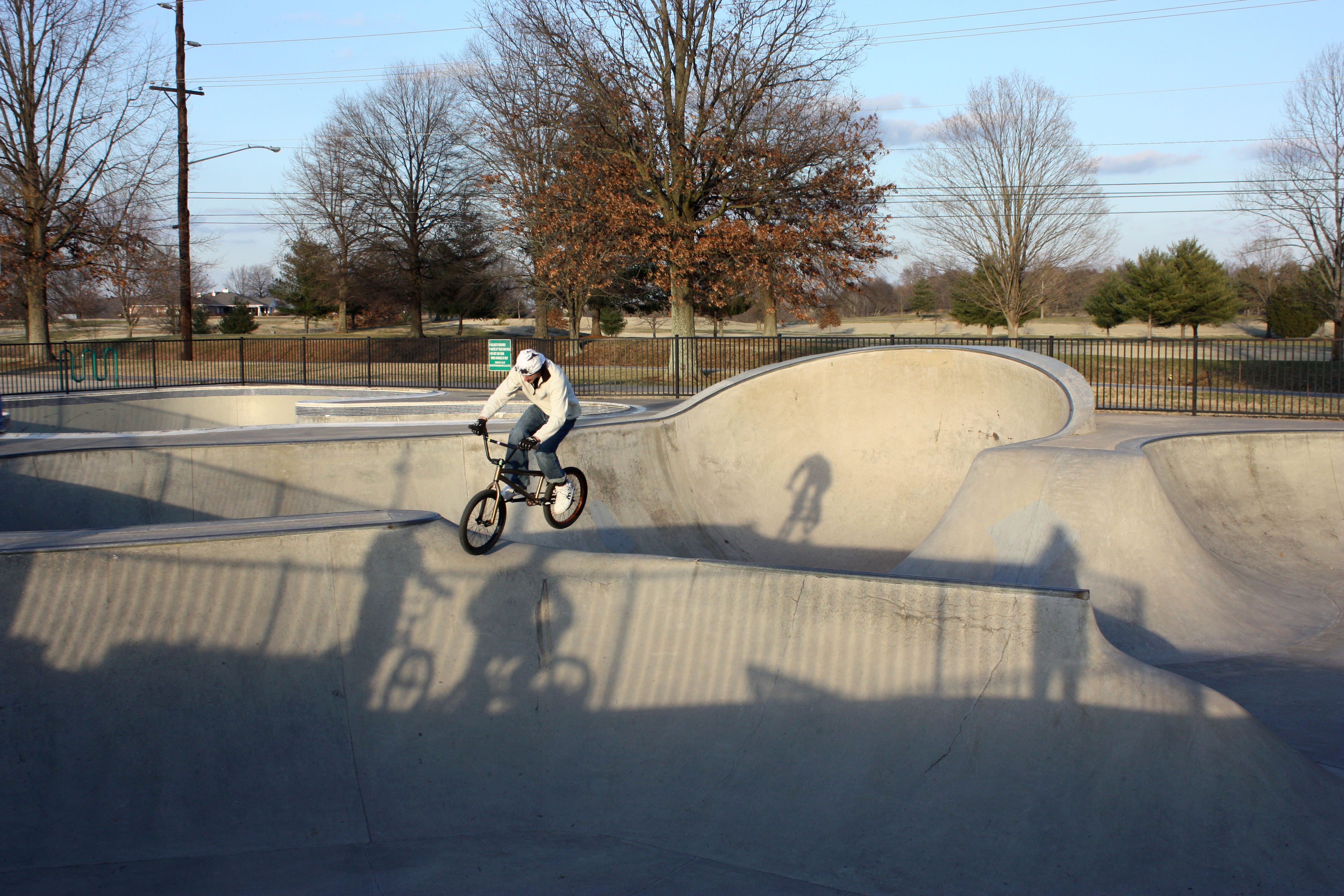
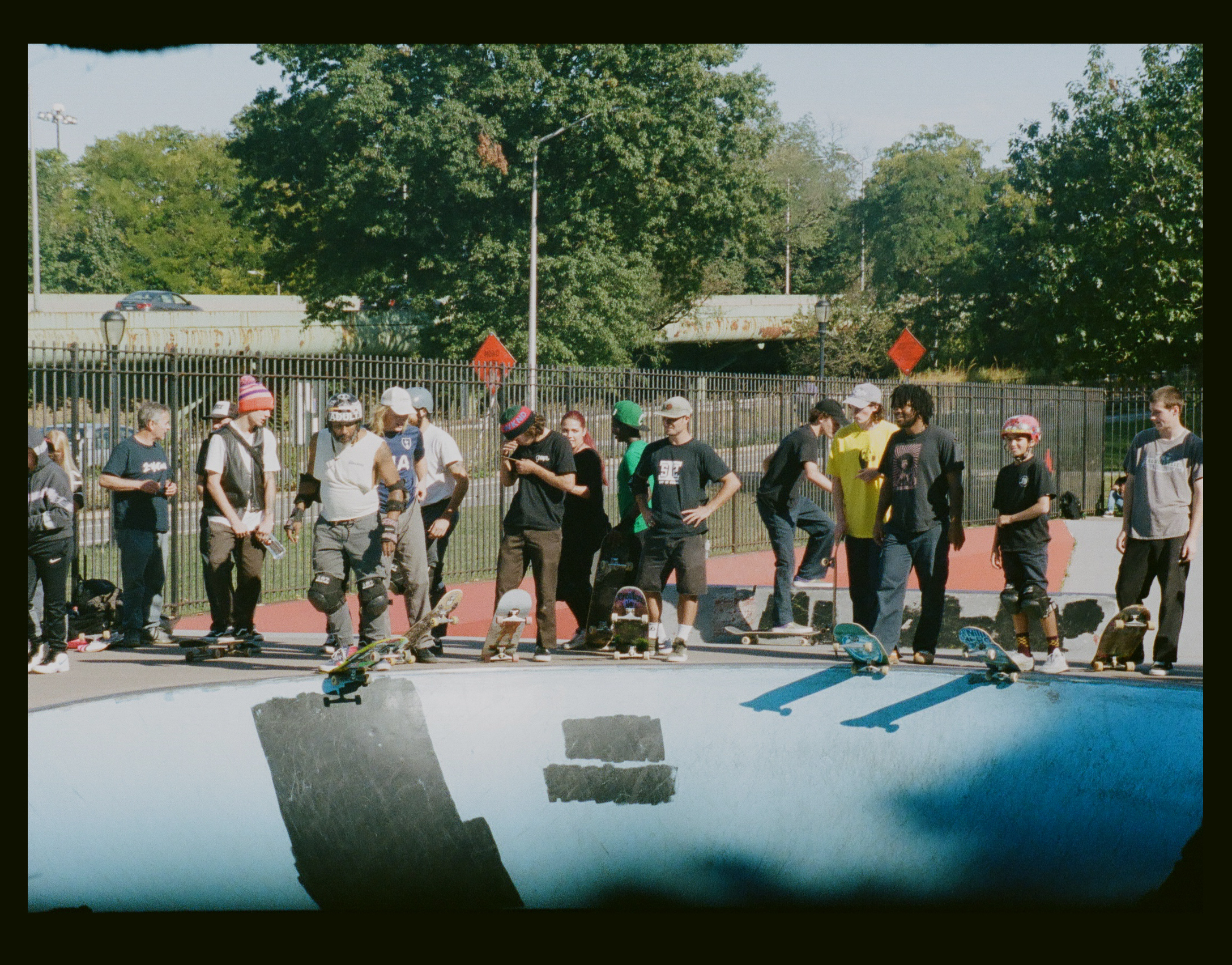
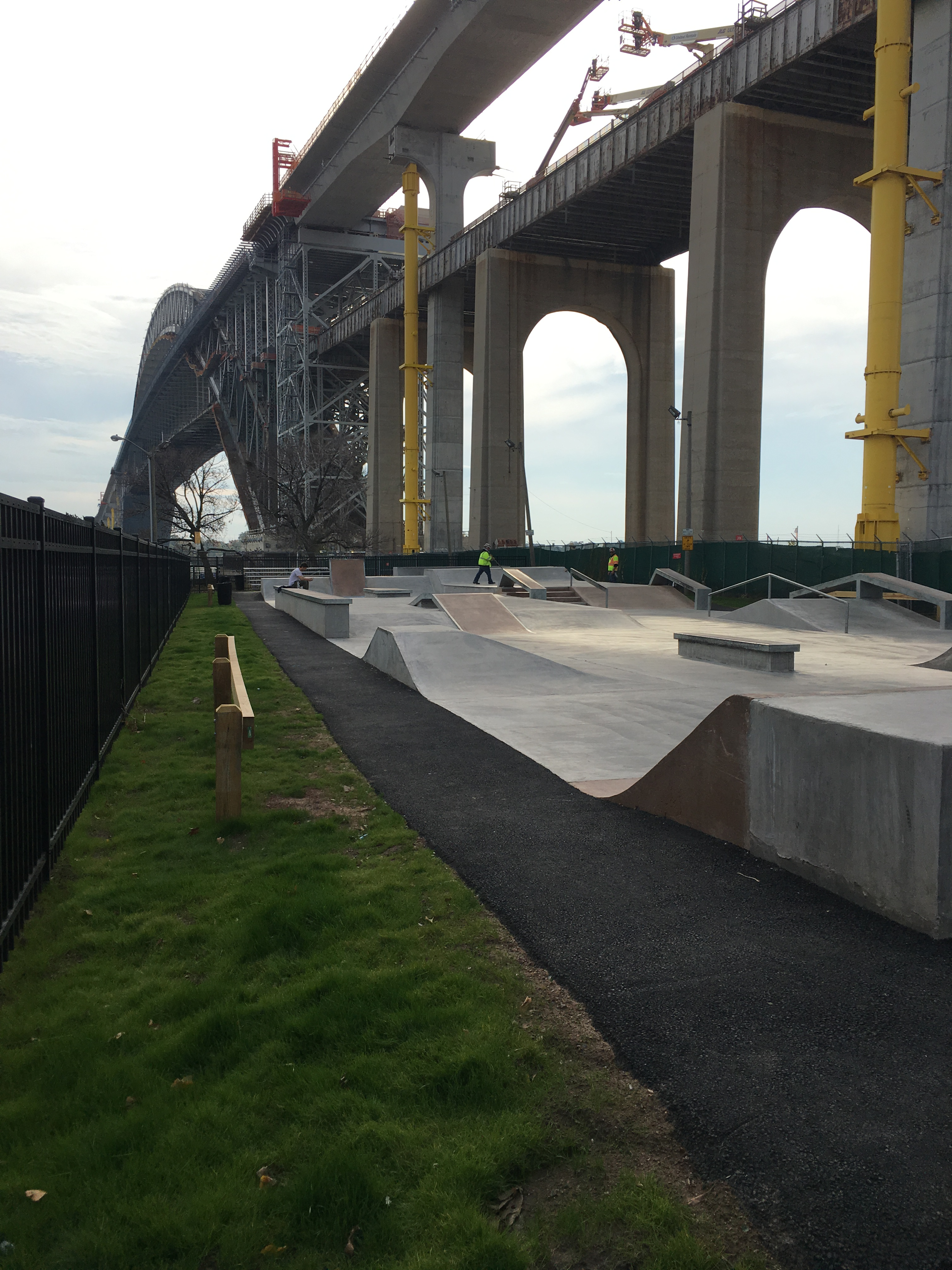
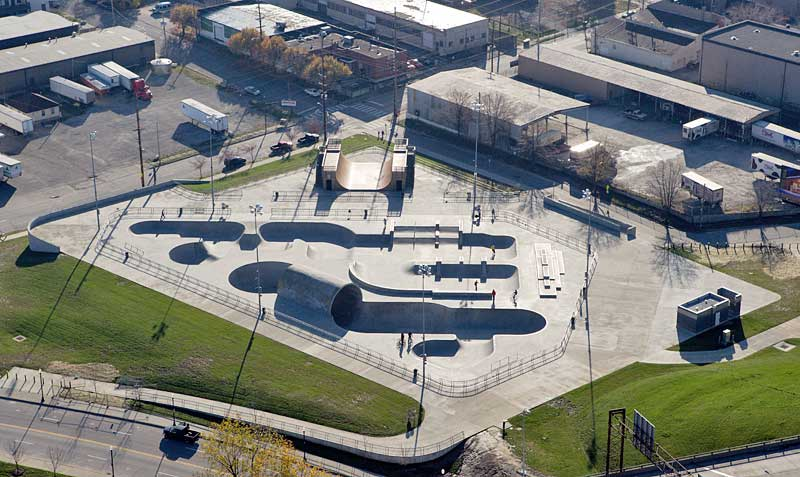
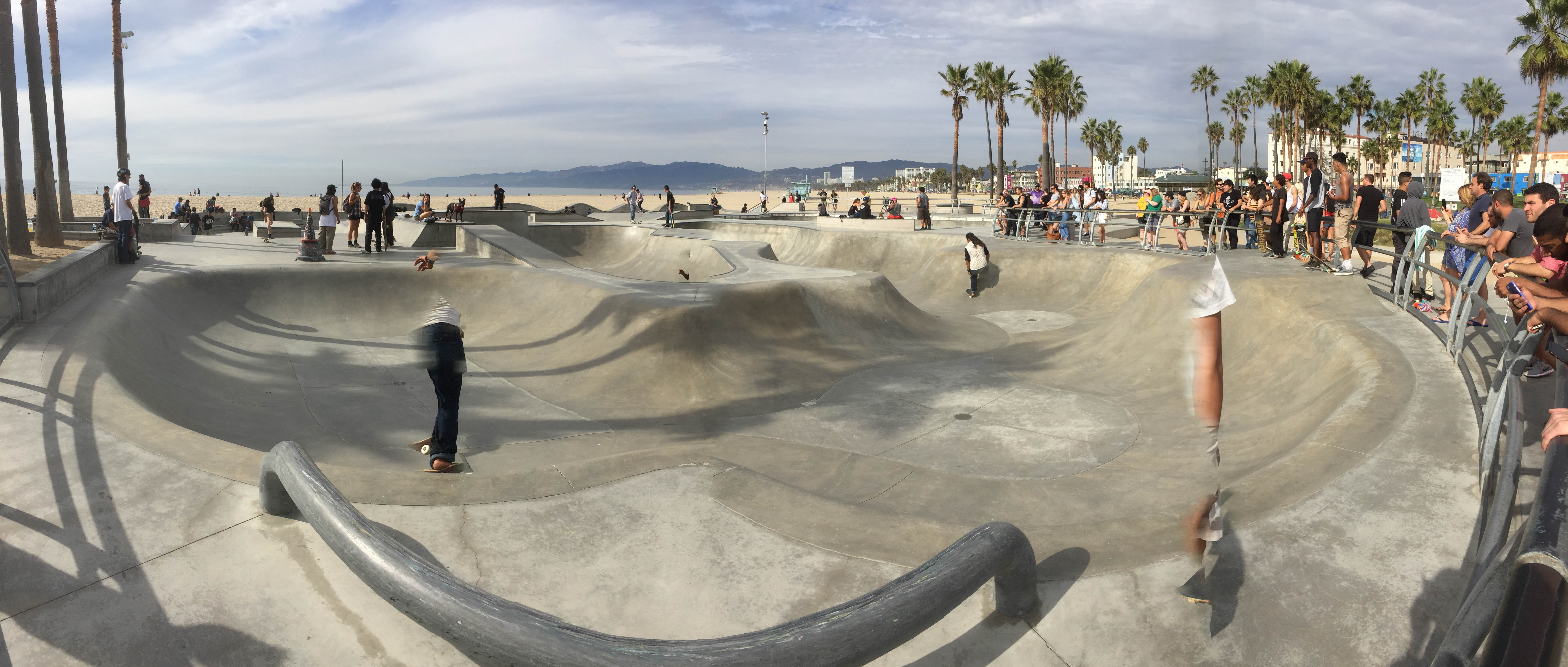
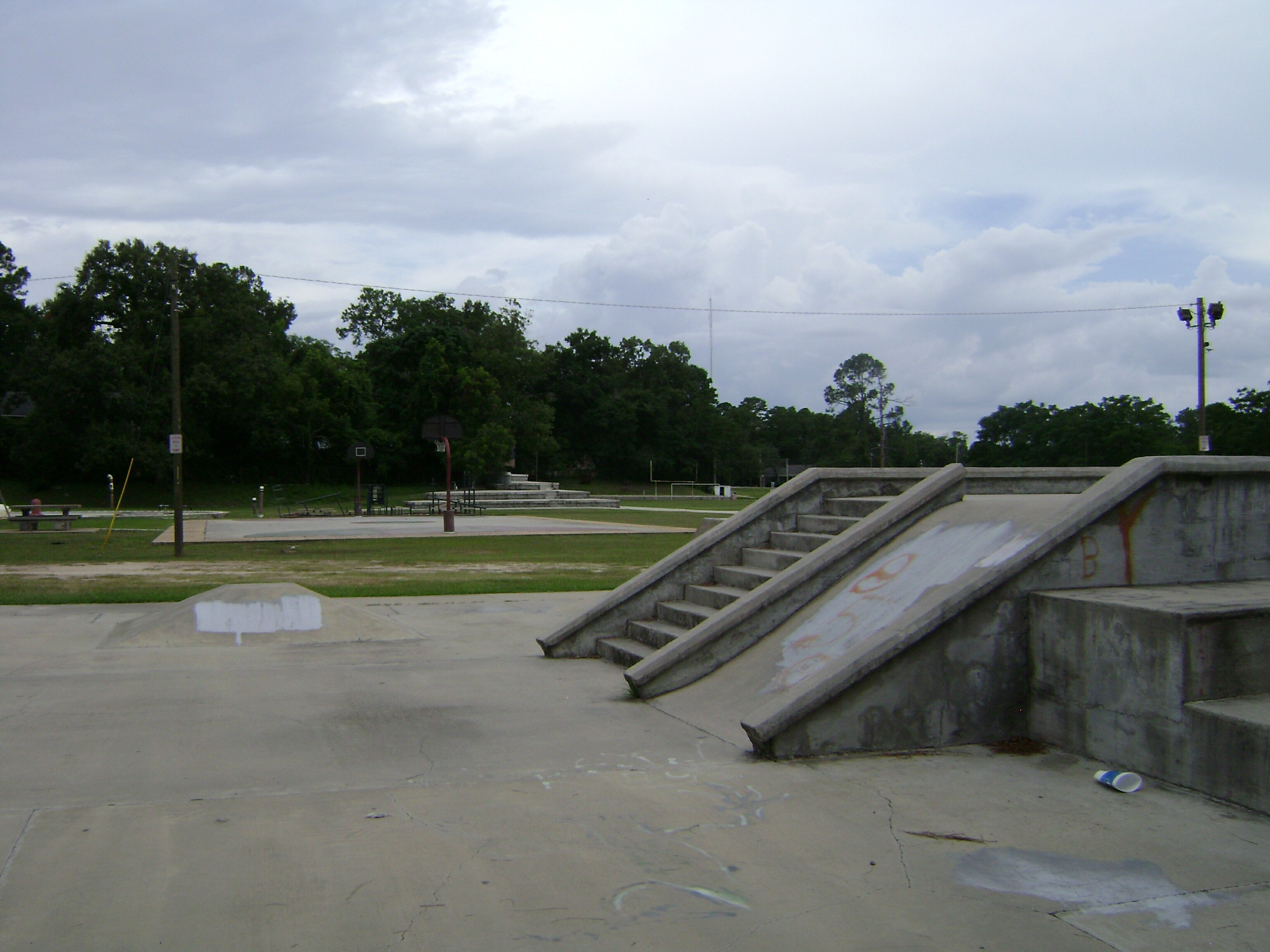
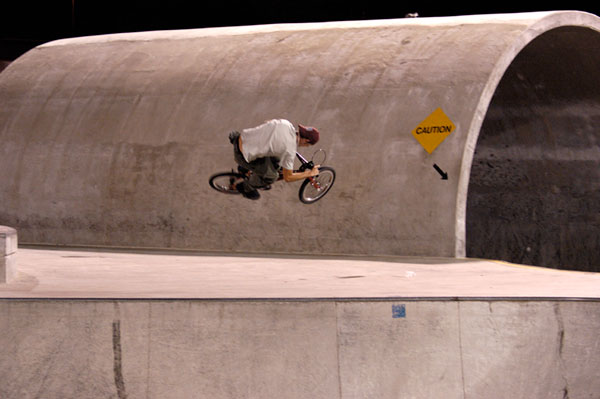
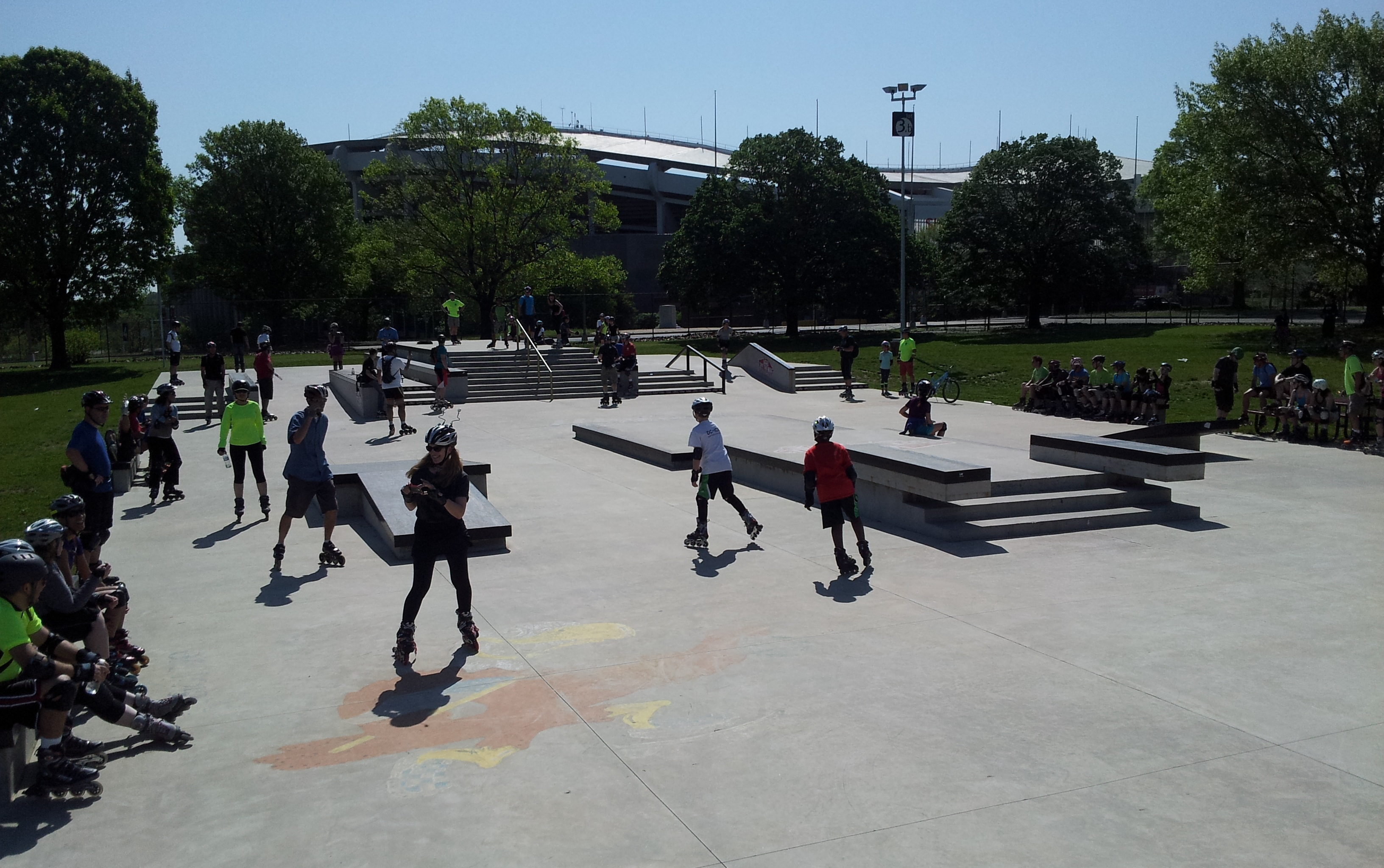
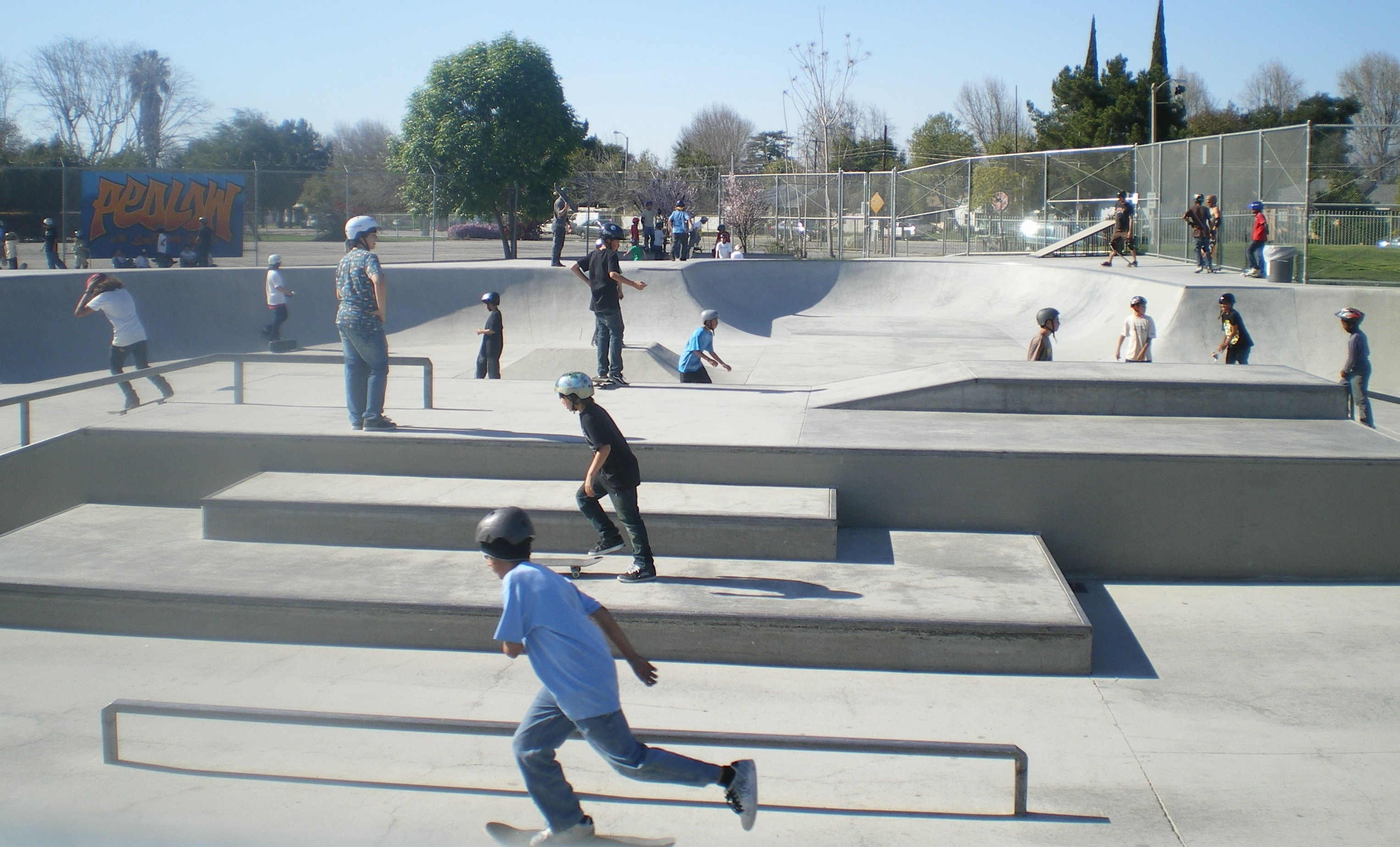
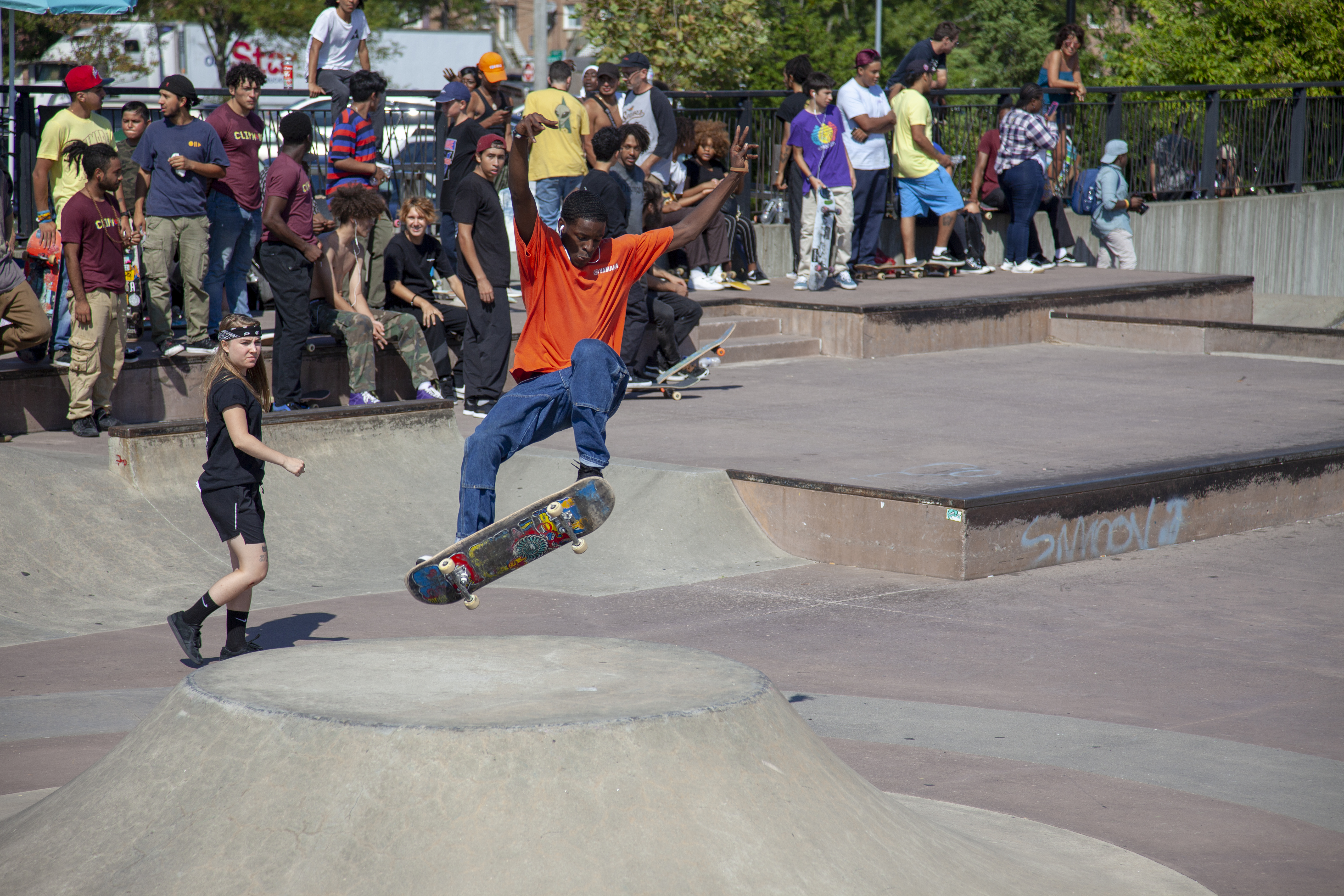